# 밤과 안개 (1956년 영화)
《밤과 안개》(프랑스어: Nuit et Brouillard)는 프랑스에서 제작된 알랭 레네 감독의 1956년 단편 다큐멘터리 영화이다. 제목은 1941년 12월 7일 아돌프 히틀러가 실시한 동명의 작전(독일어: Nacht-und-Nebel-Aktion)을 가리킨다. 나치는 이 작전을 통해 반나치 활동을 벌인 사람들을 비밀리에 납치, 구금, 살해해 이들의 행방을 묘연하게 만들었다. 미셀 부케가 해설하고 아나톨 도망 등이 제작에 참여하였다.

## 해설
- 미셀 부케